# Matthijsz Nicolaas Aartman
Matthijsz Nicolaas Aartman (* 5. Dezember 1713 wahrscheinlich in Amsterdam; † 5. März 1793 ebenda) war ein niederländischer Zeichner.
Aartman, der in älterer Literatur als zwei Personen geführt wird, zeichnete viele kleinformatige Darstellungen, die als Illustrationen von Büchern dienten. Motive seiner Zeichnungen waren vor allem Interieurs, dörfliche Genreszenen und belebte Landschaften. Jan Schoute schuf einen Nachstich einer von Aartman gemalten Bauernkirmes; und ein Interieur Aartmans stach J. Körnlein. Mehrere Werke Aartmans wurden auf Auktionen verkauft.